# Васкес, Габриэль
Габриэль Васкес (исп. Gabriel Vásquez, лат. Gabriel Vazquez Bellomontanus, 18 июня 1549, Вильяэскуса-де-Аро (Куэнка) — 30 сентября 1604, Алькала-де-Энарес) — испанский теолог, философ-иезуит, «Проницательный Доктор» («Doctor Acutus»), за свою гениальность получивший прозвище «Августин Испании» («Augustinus Hispaniae»). Наиболее известными его учениками были Луис де Торрес и Диего де Аларкон.

## Биография
Родился в 1549 году в Вильяэскуса-де-Аро (провинция Куэнка). Окончил иезуитскую коллегию свободных искусств в университете города Алькала-де-Энарес, которая считалась одним из лучших учебных заведений иезуитов. В двадцатилетнем возрасте вступил в Общество Иисуса.
Вся жизнь Васкеса была посвящена профессорской деятельности, он преподавал теологию в Мадридском университете (1577—1579) и университете Алькада-де-Энареса (1579—1585). В 1585 году, как один из ведущих профессоров богословия он был приглашён в Папский Григорианский университет в Рим, где преподавал с 1585 по 1591 год. После возвращения из Рима вновь занял кафедру теологии в университете Алькала-де-Энареса, где работал до самой смерти.

## Учение

### Метафизика
В философии был последователем августинизма. В споре о соотношении Божественного провидения и свободы воли человека, который вели доминиканцы и иезуиты, выразителем мнения которых был Луис Молина, выступал на стороне молинистов. В рамках собственного ордена соперничал со школой своего знаменитого современника Франсиско Суареса. 

### Теология
В учении о Евхаристии разделял взгляды Иоанна Дунса Скота. 

### Моральная философия
Васкес известен как человек, в полной мере сформулировавший доктрину пробабилизма, основы которой были заложены другим иезуитом, Бартоломе де Мединой и близкий идеям Антонио Эскобара-и-Мендоза.

## Труды
Главный труд Васкеса — двухтомные комментарии к Сумме теологии Фомы Аквинского, выдержанные в традиционном для схоластики XVI века стиле. Помимо них он был автором ряда трактатов, из которых наиболее известны «Пространные толкования на некоторые послания св. апостола Павла» и «Труды по нравственному богословию». Около 1594 года написал работу «О поклонении». В 1617 году ученики Васкеса издали в Мадриде «Метафизические рассуждения», компилятивную работу, основу которой составили лекции Васкеса по философии.
- О культе адорации в трёх книгах. Возникшие два рассуждения против ошибок Феликса и Элипанда относительно усыновления и служения Христу, осужденных на Франкфуртском соборе. (De cultu adorationis libri tres. Accesserunt disputationes duae contra errores Foelicis, et Elipandi de adoptione, et servitute Christi in concilio Francofordiensi damnatos), Alcalá, 1594; Magonza, 1601, 1604.
- Commentariorum ac Disputationum in primam partem Sancti Thomae, Tomus Primus. Complectens ad viginti sex quaestiones priores centum et septem disputationes in capita divisas.
- Commentariorum ac Disputationum in primam partem Sancti Thomae, Tomus Secundus. Complectens quaestiones a 27 usque ad 64 et a quaestione CVI usque ad CXLV.
- Commentariorum ac Disputationum in primam secundae Sancti Thomae, Tomus Primus. Complectens quaestiones a prima usque ad nonagesimam, Disputationibus CXLIX per Capita distributis explicatas.
- Commentariorum ac Disputationum in primam secundae Sancti Thomae, Tomus Secundus. Complectens quaestiones ab octogesima nona usque ad finem.
- Commentariorum ac Disputationum in tertiam partem Sancti Thomae, Tomus Primus. Complectens ad viginti sex quaestiones priores centum et tredecim disputationes in capita divisas, Lugduni, 1620.
- Commentariorum ac Disputationum in tertiam partem Sancti Thomae, Tomus Secundus. A quaestione vigesima septima usque ad septuagesimam primam, Lugduni, 1619.
- Commentariorum ac Disputationum in tertiam partem Sancti Thomae, Tomus Tertius. A quaestione septuagesima tertia, usque ad octuagesimam tertiam, Lugduni, 1620.
- Парафразы и кратчайшее объяснение на некоторые послания апостола Павла (Paraphrases et compendiaria explicatio ad nonnullas Pauli Epistolas), Alcalá, 1612; Ingolstadt, 1613; Lione, 1630.
- Метафизические рассуждения, взятые из различных мест своих творений (Disputationes metaphysicae desumptae ex variis locis suorum operum), Madrid, 1617; Anversa, 1618.
- Opuscula Moralia: Tractatus de Eleemosyna, Scandalo, Restitutione, Pignoribus et Hypothecis, Testamentis, Beneficiis, Redditibus Ecclesiasticis. Antverpiae, 1617.
- Paraphrasis et compendiaria explicatio ad nonnullas Pauli epistolas. Ingolstadii, 1613.